# Jan Mikolášek
Jan Mikolášek (Rokycany, Império Austro-Húngaro, 7 de abril de 1889 - Praga, 29 de dezembro de 1973) foi um curandeiro e herbalista tcheco.
Mikolášek tornou-se notório após um livro de memórias pessoais serem parcialmente publicadas em 1991, sob o título "Memories of a Natural Healer". Em 2019, com o mesmo título, o livro foi publicado na íntegra.
Em 20 de agosto de 2020, foi lançado nos cinemas o filme O Charlatão, do diretor polonês Agnieszka Holland, baseado em um roteiro de Marek Epstein, e inspirado na história do Jan Mikolášek. O filme é uma adaptação aos cinemas do livro "A história de vida de Jan Mikolášek - A verdade sobre o famoso curandeiro tcheco", de Martin Šulc.